# Малый ворон
Ма́лый во́рон (лат. Corvus enca) — вид птиц из рода во́ронов (Corvus), широко распространённый на территории Юго-Восточной Азии. Размеры и пропорции представителей из разных районов значительно различаются, в связи с чем вид подразделяют на несколько подвидов. Раньше в число подвидов малых воронов включали бангайских ворон (Corvus unicolor) и Corvus violaceus с острова Серам, которые по современным представлениям являются самостоятельными видами.

## Среда обитания и распространение
Населяет тропические и субтропические влажные леса и мангровые заросли.
Обитает в Юго-Восточной Азии — Брунее, Индонезии, Малайзии, на Филиппинах.

## Питание
Может питаться эктопаразитами с пасущихся животных. Также кормится на плодоносящих деревьях. Может ловить мух.

## Голос
Голос назальный и выше, чем у большеклювой вороны (Corvus macrorhynchos)
Очень много описаний звука, издаваемого малым вороном. Иногда это протяжные дребезжащие троекратные «аак — аак — аак», «виак — виак — виак» или «вак — вак — ваак», а иногда отрывистые «крок — кок — кок», «пьёнг».

## Внешний вид
Размер 43—47 см, в отличие от большеклювой вороны (Corvus macrorhynchos) тоньше, хвост короче, имеет форму, близкую к квадрату, со столь же длинным и тонким клювом. Оперение обладает меньшим блеском (блеск отсутствует на перьях шеи и груди), отсутствует «бородка» (мелкие копьевидные пёрышки на горле). Молодые особи имеют заметный тускло-коричневый оттенок оперения.
Полет управляется при помощи уникально устроенных вибрирующих крыльев, которые ворон держит ниже горизонтальной линии (т.е. не под прямым углом к телу).
В природе встречаются шумными стаями.
Этот вид широко распространён, стабильная численность особей не даёт повода занести его в число уязвимых, однако наблюдения продолжаются.

## Таксономия
Вместе с некоторыми другими видами воронов Юго-Восточной Азии малые вороны образуют группу видов «Corvus enca», которая включает :
Corvus enca compilator Richmond, 1903Это самый многочисленный подвид, характерно блестящее оперение. Обитает в Малайе, Thio Archipelago, Суматре, Simalur, Ниас и Борнео.
Corvus enca enca (Horsfield, 1821)Численность этого подвида меньше, а оперение тусклее основного вида. Обитает на Метавайских островах (Сиберут и Sipora), Ява и Бали.
Corvus enca celebensis Stresemann, 1936Населяет Сулавеси, Butung Islands (Buton) и Tukangbesi Islands. Оперение более черное, больше блестит, по размеру немного меньше, чем основной вид. Клюв немного короче и не такой тонкий, однако эти различия почти не заметны неспециалисту.
Corvus enca mangoli VaurieЭтот подвид был выведен W. Doherty из двух разных подвидов. Для этого подвида характерен длинный клюв, во всем остальном очень напоминает представителя вида цветом оперения и силой блеска.
Corvus enca violaceus Bonaparte, 1850Оперение у этого подвида более тусклое, чем предыдущего подвида. Размеры тела — наименьшие среди всех подвидов, приближаются к размерам бангайских ворон. Обитают на Филиппинских и Молуккских островах. Ранее к этому подвиду относили популяцию на острове Серам, которая, по-видимому, представляет собой самостоятельный вид.
Corvus enca ptusillus Tweeddale, 1878Населяет острова Балабак, Палаван и Миндоро. Размером с violaceus, но оперение более фиолетовое и блестящее.
Corvus enca samarensis Steere, 1890Этот подвид населяет острова Минданао и Самар. Оперение этого вида самое блестящее и фиолетовое среди всех остальных подвидов. Размером достаточно маленький, крылья немного длиннее крыльев unicolor, хвост такого же размера, как и у unicolor.
Международный союз орнитологов выделяет два подвида Corvus enca compilator и Corvus enca enca, а также рассматривает в качестве отдельных видов Corvus celebensis, Corvus violaceus, Corvus ptusillus, Corvus samarensis.